# Тетюши (городское поселение)
Городско́е поселе́ние город Тетюши — муниципальное образование в Тетюшском районе Татарстана Российской Федерации.
Административный центр — город Тетюши.

## История
Статус и границы городского поселения установлены Законом Республики Татарстан от 31 января 2005 года № 41-ЗРТ «Об установлении границ территорий и статусе муниципального образования "Тетюшский муниципальный район" и муниципальных образований в его составе».

## Население
| 2010    | 2011    | 2012    | 2013    | 2014    | 2015    | 2016    |
| ------- | ------- | ------- | ------- | ------- | ------- | ------- |
| 11 614  | ↘11 597 | ↗11 651 | ↘11 544 | ↘11 438 | ↗11 471 | ↘11 433 |
| 2017    | 2018    | 2021    |         |         |         |         |
| ↘11 358 | ↘11 273 | ↘10 553 |         |         |         |         |

## Состав городского поселения
| № | Населённый пункт | Тип населённого пункта        | Население |
| - | ---------------- | ----------------------------- | --------- |
| 1 | Красная Поляна   | деревня                       |           |
| 2 | Любимовка        | деревня                       |           |
| 3 | Тетюши           | город, административный центр | ↘10 535   |